# Revitalització lingüística
La revitalització lingüística és el procés mitjançant el qual una comunitat de parlants emprèn un conjunt d'accions necessàries per revertir la situació de recessió d'una llengua o bé per fer renéixer una llengua extingida. El principal objectiu de la revitalització lingüística, que es coneix també amb el nom de capgirament de la substitució lingüística, és aturar el procés de substitució lingüística d'una llengua minoritzada que es troba amenaçada dins de la seva comunitat de parlants a causa del conflicte lingüístic que manté amb una altra llengua en expansió.
Les iniciatives de revitalització lingüística s'emmarquen dins la perspectiva de la teoria sociolingüística que defensa el manteniment de la diversitat lingüística mundial i, per tant, està a favor de protegir les llengües amenaçades.

## El procés de la revernacularització

### Vitalitat lingüística
Per iniciar el procés de revitalització de la llengua cal determinar, en primer lloc, quin grau de vitalitat té la llengua dins la seva comunitat de parlants, una dada que es mesura mitjançant taules de gradació fonamentades en l'escala GIDS, proposada pel sociolingüista estatunidenc Joshua A. Fishman l'any 1991. En aquesta gradació, adoptada i ampliada posteriorment pels teòrics de la sociologia de la llengua, es dona una importància cabdal a la transmissió lingüística intergeneracional, ja que per aconseguir el manteniment de la llengua cal que sigui transmesa de pares a fills a través de les generacions successives. Tant és així que, segons la Unesco (2003), si es trenca la cadena de la transmissió intergeneracional, la llengua passa d'una situació de vulnerabilitat a una altra d'amenaça, cosa que fa molt més complicada la tasca de revitalització lingüística.

### Context sociolingüístic
A banda del grau de vitalitat, un altre aspecte que cal identificar és el conjunt del marc sociolingüístic de la llengua que es vol recuperar. Hi ha moltes variables en la realitat lingüística d'una comunitat que són determinants per al procés de revitalització d'una llengua, com ara si la comunitat de parlants parteix d'una situació de bilingüisme o de diglòssia; quina és l'actitud dels parlants d'altres llengües envers la llengua que es vol reconstruir; si existeixen altres grups lingüístics minoritzats que reivindiquen el mateix tracte per a la seva llengua; quin és el paper que juguen les institucions públiques, etc.

### Mesures per a la revitalització
Un cop identificada correctament quina és la vitalitat de la llengua i la realitat lingüística de la qual es parteix es poden establir quines són les accions i mesures necessàries, ja siguin polítiques, socials o lingüístiques, que cal dur a terme per avançar en les fases del procés de revernacularització de la llengua.

#### Fases del capgirament de la substitució lingüística
Les fases que proposa Fishman per a la recuperació de llengües minoritzades són les següents:
1. Reconstrucció de la xarxa social de la llengua recessiva (X), mitjançant la seva adquisició pels adults, sovint dispersos.
2. La interacció cultural en X es produeix en el si d'una població compromesa i activa, però que ja ha superat l'edat reproductiva.
3. S'assoleix una concentració demogràfica dels parlants de X, que permet la seva transmissió intergeneracional en l'àmbit combinat de la llar-família-barri.
4. Es duen a terme iniciatives no institucionals per promoure l'alfabetització integral dels parlants de X, a fi de facilitar la seva implantació en les activitats comunitàries.
5. Introducció de X en el currículum de l'ensenyament primari d'aquells centres escolars que acullen els joves parlants d'aquesta llengua.
6. Accés de X al món del treball, més enllà de l'àmbit del barri, en situacions de contacte amb parlants de la llengua dominant Y.
7. X penetra en els serveis socials bàsics de tipus governamental i en els mitjans de comunicació locals i regionals.
8. Extensió de l'ús de X en l'educació, l'esfera laboral, els mitjans de comunicació i l'administració governamental, als nivells més elevats i d'àmbit nacional, però sempre en convivència amb Y (i, eventualment, amb altres llengües) i sense disposar del control exclusiu sobre la política lingüística.

Les primeres etapes (1-3) estan encaminades a la transmissió intergeneracional de la llengua X. Fishman observa que, un cop assegurada aquesta transmissió, i un cop els parlants estan alfabetitzats (fase 4), comencen les iniciatives (5-8) encaminades a fer que aquests parlants puguin desenvolupar les seves vides en la seva llengua.
Cal tindre present que l'acompliment de les fases posteriors (5-8) no garanteix la supervivència de la llengua X si les primeres etapes no estan assegurades. Fishman assenyala que la transmissió intergeneracional és el factor principal per a assegurar la pervivència d'una llengua.

## Taules indicadores de la vitalitat de les llengües

### Taula de la UNESCO que observa la transmissió intergeneracional de la llengua
| Grau de vitalitat     | Grau | Població de parlants                                                                                    |
| --------------------- | ---- | --- |
| no corre perill       | 5    | La llengua és utilitzada per tots els grups d'edat, inclosos els nens.                                  |
| vulnerable            | 4    | La llengua és utilitzada per alguns nens en tots els àmbits, i per tots els nens en àmbits restringits. |
| clarament en perill   | 3    | La llengua és utilitzada sobretot per la generació dels pares en amunt.                                 |
| seriosament en perill | 2    | La llengua és utilitzada sobretot per la generació dels avis en amunt.                                  |
| en situació crítica   | 1    | La llengua és utilitzada per molt pocs parlants de la generació dels besavis.                           |
| extingida             | 0    | No queden parlants.                                                                                     |

### Escala GIDS (Graded Intergenerational Disruption Scale)
L'escala GIDS (Graded Intergenerational Disruption Scale) de J. Fishman és la primera que estableix d'una manera clara i definida les diverses fases del context sociolingüístic en les quals es pot situar una llengua minoritzada. Té la particularitat que si es llegeix en una direcció, serveix per donar explicació al procés de substitució lingüística, i si es llegeix en la direcció inversa, serveix com a guia per revernacularitzar una llengua que es troba en procés de substitució. Malgrat que aquesta classificació té una base molt solida i vàlida per a nombrosos casos, com bé demostra l'adopció i adaptació que fan d'aquest model els teòrics posteriors, hi ha realitats lingüístiques que no hi encaixen i que no segueixen linealment els estadis marcats per Fishman.
| Nivell | Descripció |
| ------ | --- |
| 1      | (Algun) ús de la llengua en els nivells educatius, ocupacionals, governamentals i en els mitjans de comunicació de massa superiors.            |
| 2      | Ús de la llengua en comunicacions institucionalitzades, en els serveis públics governamentals i en els mitjans de comunicació inferiors.       |
| 3      | Ús de la llengua en l'esfera inferior de treballa (fora de la comunitat), que implica interacció amb membres que no són parlants.              |
| 4      | La llengua s'introdueix en l'ensenyament primari obligatori.                                                                                   |
| 5      | Alfabetització a la llar, a l'escola i a la comunitat.                                                                                         |
| 6      | Consecució de l'oralitat informal entre persones de diferents generacions, concentració demogràfica dels parlants i reforçament institucional. |
| 7      | La llengua és parlada per gent gran (que ja no tindrà fills).                                                                                  |
| 8      | Reconstrucció de la llengua en recessió amb ajut dels darrers parlants.                                                                        |

Segons els sociolingüistes catalans E. Boix-Fuster i F.X. Vila i Moreno, la taula GIDS de Fishman “es tracta d'un model de política lingüística ascendent, de baix a dalt: només en la mesura que la comunitat assumeix com a pròpies les iniciatives de capgirament aquest podrà reeixir i anar avançant cap a compromisos més complexos”.

### Escala EGIDS(Extended Graded Intergenerational Disruption Scale)
L'escala EGIDS (Extended Graded Intergenerational Disruption Scale), proposada per Lewis i Simons (2010), amplia la classificació primera de Fishman tot conservant-ne els trets essencials i és utilitzada per Ethnologue, el web de referència per comptabilitzar les llengües del món i exposar una visió general sobre la seva situació sociolingüística.
| Institucional         | 0  | Internacional: s'utilitza àmpliament entre els Estats per al comerç, l'intercanvi de coneixement, i la política internacional                            |
| Institucional         | 1  | Estatal: s'utilitza en l'educació, el món labora, els mitjans de comunicació i el govern en l'àmbit estatal.                                             |
| Institucional         | 2  | Regional: s'utilitza en l'educació, el món labora, els mitjans de comunicació i el govern en les principals subdivisions administratives d'un Estat.     |
| Vigorosa              | 3  | Comunicació àmplia: s'utilitza en el món laboral i els mitjans de comunicació, però no té un estatus oficial.                                            |
| Vigorosa              | 4  | Educativa: té un ús vigorós i un sistema educatiu institucional ampli que sosté l'estandardització i la literatura.                                      |
| Vigorosa              | 5  | En desenvolupament: té un ús vigorós, però amb una literatura en format estandarditzat utilitzada només per alguns, que no és generalitzat o sostenible. |
| Vigorosa              | 6a | Vigorosa: s'utilitza per a la comunicació cara a cara per totes les generacions i la situació és sostenible.                                             |
| Amenaçada Substitució | 6b | Amenaçada: s'utilitza per a la comunicació cara a cara dins de totes les generacions, però està perdent usuaris.                                         |
| Amenaçada Substitució | 7  | Substituint-se: els de la generació en edat de procrear poden utilitzar-la entre ells, però no la transmeten als fills.                                  |
| Extinció              | 8a | Moribunda: només queden usuaris actius de la llengua en la generació dels avis i més grans.                                                              |
| Extinció              | 8b | Gairebé extinta: només queden usuaris en la generació dels avis o més grans, i tenen poques oportunitats d'utilitzar-la.                                 |
| Extinció              | 9  | Dorment: serveix com a recordatori de la identitat patrimonial d'una comunitat ètnica, però el domini de la llengua és simbòlic                          |
| Extinció              | 10 | Extinta: no s'utilitza i ningú conserva un sentit d'identitat ètnica associat amb la llengua.                                                            |

## Un exemple únic: la llengua hebrea
Un exemple únic de revitalització lingüística és el del restabliment de la llengua hebrea. Aquest procés va tenir lloc a Europa i a Israel a finals del segle xix i durant el segle xx, període en què la llengua hebrea va passar de ser una llengua exclusivament litúrgica a una llengua escrita i parlada per milions de persones, amb l'estàtus de llengua oficial de l'Estat d'Israel.

## Discrepàncies entre la teoria de Fishman i la tradició sociolingüística catalana
La proposta de Fishman també ha rebut crítiques. Sol referir-se a comunitats reduïdes i llengües molt minoritàries que fins i tot malden per recuperar la transmissió intergeneracional, per això no dona tanta importància a l'assoliment dels àmbits funcionals més elevats, fet que deixa en un segon terme. Considera positiva la distribució funcional de les llengües, a diferència de la sociolingüística catalana, que en aquest fenomen hi percep el primer pas de la recessió lingüística.
Recórrer a l'escola com a institució per difondre la llengua i assegurar-se nous parlants és un dels principals objectius que s'ha de marcar la planificació lingüística per a revertir una situació desfavorable. Fishman, però, no abordava aquest apartat fins a l'etapa 4, un cop assolida la transmissió familiar.
Els estadis superiors de l'escala de GIDS no han d'anar necessàriament en aquest ordre, ja que una llengua pot establir-se en les institucions públiques sense haver assolit una presència prou satisfactòria en l'àmbit laboral, com és el cas del català. S'han assenyalat les circumstàncies que van produir que el cas del català, com a llengua amenaçada a principis del s.XIX, sigui un cas excepcional o peculiar del procés de reversing language shift disruption scale (GIDS) proposat per Fishman, J.A., ja que hi ha dificultats d'encasellar-lo en la proposta de l'autor i es produeix en un període molt breu.
Una altra qüestió que se li retreu a Fishman és que un cop la llengua X ha aconseguit aturar el procés de substitució lingüística, no explica què passa amb la llengua Y (entra en retrocés i acaba desapareixent?).